# Phyllophaga sanctaclarae
Phyllophaga sanctaclarae är en skalbaggsart som beskrevs av Chapin 1932. Phyllophaga sanctaclarae ingår i släktet Phyllophaga och familjen Melolonthidae. Inga underarter finns listade i Catalogue of Life.